# Campeonato Uruguaio de Futebol de 2024
O Campeonato Uruguaio de Futebol de 2024 foi a 121ª edição da primeira divisão do futebol uruguaio organizado pela AUF, correspondente ao ano de 2024.  O Liverpool jogou como o defensor do título.

## Sistema de disputa
O sistema para esta edição, assim como na edição de 2023, consistirá em um formato com três torneios: Apertura, Intermedio e Clausura. Tanto o Apertura quanto o Clausura são jogados pelas 16 equipes em 15 rodadas no sistema de todos contra todos.
Para determinar o campeão uruguaio da temporada, é jogada uma semifinal entre os campeões do Apertura e do Clausura, levando o vencedor à final contra o clube com mais pontos na tabela anual.
Além disso, o torneio Intermedio será jogado entre os outros dois torneios, com os 16 times sendo divididos em dois grupos de acordo com as suas classificações no torneio Apertura. Os vencedores de cada grupo se classificam para a final do torneio Intermedio, em que o campeão assegurará uma vaga na Copa Sul-Americana.
Em relação às vagas para as competições internacionais, o processo é o seguinte:
1. O campeão uruguaio se classificará como Uruguai 1 para a Copa Libertadores do ano seguinte.
2. O vice-campeão (perdedor da final do campeonato, se disputada; caso contrário, o melhor colocado na tabela anual excetuando o campeão) se classificará como Uruguai 2 para a Copa Libertadores do ano seguinte.
3. O melhor colocado na tabela anual tirando o campeão e o vice se classificará como Uruguai 3 para a segunda fase prévia da Copa Libertadores do ano seguinte. O Uruguai 4, que disputará a primeira fase prévia da Copa Libertadores do ano seguinte, será o sucessor na tabela anual.
4. O campeão do Apertura ou do Clausura que não se sagrou campeão ou vice do campeonato uruguaio nem conseguiu a classificação prevista no item 3 se classificará como Uruguai 1 para a Copa Sul-Americana do ano seguinte.
5. Os clubes que não forem contemplados pelos itens anteriores e que obtenham as melhores classificações na tabela anual se classificarão para a Copa Sul-Americana do ano seguinte, correspondendo ao posicionamento na tabela anual.
6. Caso a Conmebol amplie de forma permanente ou temporária as vagas para os clubes uruguaios para qualquer competição internacional que ela organize, a classificação às mesmas sairá da tabela anual da respectiva temporada.

### Critérios de desempate
- Total de pontos.

Se houver duas equipes empatadas em pontos:
1. Jogo extra, em caso de empate em pontos entre duas equipes na primeira colocação.

Se houver mais de duas equipes empatadas em pontos: 
1. Saldo de gols;
2. Gols marcados;
3. Confronto direto;
4. Jogo extra, no caso de duas equipes ainda estarem empatadas em primeiro lugar.
5. Sorteio.

## Equipes participantes

### Trocas de divisões
Um total de 16 equipes disputam o campeonato, incluindo 13 equipes da Primera División de 2023 e 3 equipes que subiram da Segunda División de 2023.
| Clube          | Subiu como                                       |
| -------------- | ------------------------------------------------ |
| Miramar        | Campeão da Segunda División de 2023              |
| Progreso       | Vice-campeão da Segunda División de 2023         |
| Rampla Juniors | Vencedor do Play-Off da Segunda División de 2023 |

| Clube                  | Rebaixado como                        |
| ---------------------- | ------------------------------------- |
| Montevideo City Torque | 14° na Tabela de rebaixamento de 2023 |
| Plaza Colonia          | 15° na Tabela de rebaixamento de 2023 |
| La Luz                 | 16° na Tabela de rebaixamento de 2023 |

### Informação das equipes
| Equipe               | Cidade     | Estádio                     | Capacidade | Fundação                | Títulos | Vice | 2023 |
| -------------------- | ---------- | --------------------------- | ---------- | ----------------------- | ------- | ---- | ---- |
| Boston River         | Trinidad   | Centenario                  | 60.235     | 20 de fevereiro de 1939 | —       | —    | 12º  |
| Cerro                | Montevidéu | Estádio Luis Tróccoli       | 35.000     | 01 de dezembro de 1922  | —       | 1    | 10º  |
| Cerro Largo          | Melo       | Ubilla                      | 10.000     | 19 de novembro de 2002  | —       | —    | 7º   |
| Danubio              | Montevidéu | Jardines del Hipódromo      | 18.000     | 1 de março de 1932      | 4       | 4    | 8º   |
| Defensor Sporting    | Montevidéu | Estádio Luis Franzini       | 16.000     | 15 de março de 1913     | 4       | 10   | 4º   |
| Deportivo Maldonado  | Maldonado  | Domingo Burgueño Miguel     | 17.172     | 25 de agosto de 1928    | —       | —    | 11º  |
| Fénix                | Montevidéu | Parque Capurro              | 5.097      | 7 de julho de 1916      | —       | —    | 13º  |
| Liverpool            | Montevidéu | Belvedere                   | 7.780      | 15 de fevereiro de 1915 | 1       | 1    | 1º   |
| Miramar              | Montevidéu | Parque Palermo              | 4.072      | 25 de junho de 1980     | —       | —    |      |
| Montevideo Wanderers | Montevidéu | Parque Alfredo Víctor Viera | 9.000      | 15 de agosto de 1902    | 3       | 8    | 5º   |
| Nacional             | Montevidéu | Gran Parque Central         | 34.000     | 14 de maio de 1899      | 49      | 45   | 3º   |
| Peñarol              | Montevidéu | Campeón del Siglo           | 40.700     | 28 de setembro de 1891  | 51      | 41   | 2º   |
| Progreso             | Montevidéu | Abraham Paladino            | 3.200      | 30 de abril de 1917     | 1       | –    |      |
| Racing               | Montevidéu | Parque Palermo              | 4.072      | 6 de abril de 1919      | —       | —    | 6º   |
| Rampla Juniors       | Montevidéu | Olímpico de Montevideo      | 6.190      | 7 de janeiro de 1914    | 1       | 5    |      |
| River Plate          | Montevidéu | Saroldi                     | 5.165      | 11 de maio de 1932      | —       | 1    | 9º   |

## Torneo Apertura

### Classificação
| Pos | Equipe               | Pts | J  | V  | E | D | GP | GC | SG  | Classificação                                             |
| --- | -------------------- | --- | -- | -- | - | - | -- | -- | --- | --------------------------------------------------------- |
| 1   | Peñarol (C)          | 41  | 15 | 13 | 2 | 0 | 31 | 7  | +24 | Campeão e classificado a semifinal do Campeonato Uruguaio |
| 2   | Nacional             | 34  | 15 | 10 | 4 | 1 | 31 | 18 | +13 |                                                           |
| 3   | Defensor Sporting    | 28  | 15 | 8  | 4 | 3 | 31 | 17 | +14 |                                                           |
| 4   | Boston River         | 27  | 15 | 8  | 3 | 4 | 21 | 17 | +4  |                                                           |
| 5   | Progreso             | 24  | 15 | 7  | 3 | 5 | 25 | 25 | 0   |                                                           |
| 6   | Cerro Largo          | 21  | 15 | 6  | 3 | 6 | 16 | 16 | 0   |                                                           |
| 7   | Racing               | 19  | 15 | 5  | 4 | 6 | 22 | 22 | 0   |                                                           |
| 8   | Liverpool            | 18  | 15 | 4  | 6 | 5 | 22 | 24 | −2  |                                                           |
| 9   | Montevideo Wanderers | 18  | 15 | 5  | 3 | 7 | 15 | 20 | −5  |                                                           |
| 10  | Cerro                | 17  | 15 | 4  | 5 | 6 | 19 | 25 | −6  |                                                           |
| 11  | Deportivo Maldonado  | 15  | 15 | 4  | 3 | 8 | 14 | 19 | −5  |                                                           |
| 12  | Rampla Juniors       | 15  | 15 | 4  | 3 | 8 | 15 | 27 | −12 |                                                           |
| 13  | River Plate          | 14  | 15 | 3  | 5 | 7 | 20 | 25 | −5  |                                                           |
| 14  | Danubio              | 14  | 15 | 3  | 5 | 7 | 13 | 19 | −6  |                                                           |
| 15  | Fénix                | 13  | 15 | 3  | 4 | 8 | 11 | 17 | −6  |                                                           |
| 16  | Miramar              | 11  | 15 | 2  | 5 | 8 | 18 | 28 | −10 |                                                           |

### Desempenho por rodada
Clubes que lideraram o campeonato ao final de cada rodada:
|          | 1ª  | 2ª  | 3ª  | 4ª  | 5ª  | 6ª  | 7ª  | 8ª  | 9ª  | 10ª | 11ª | 12ª | 13ª | 14ª | 15ª |
| Apertura | PRO | PEÑ | PEÑ | PEÑ | PEÑ | PEÑ | PEÑ | PEÑ | PEÑ | PEÑ | PEÑ | PEÑ | PEÑ | PEÑ | PEÑ |

Clubes que ficaram na última posição do campeonato ao final de cada rodada:
|          | 1ª  | 2ª  | 3ª  | 4ª  | 5ª  | 6ª  | 7ª  | 8ª  | 9ª  | 10ª | 11ª | 12ª | 13ª | 14ª | 15ª |
| Apertura | MIM | MIM | MIM | RAM | RAM | CRR | FEN | RAM | FEN | FEN | FEN | FEN | MIM | MIM | MIM |

### Resultados
| Mandante \ Visitante | BOR | CRR | CRL | DAN | DFS | DMA | FEN | LIV | MIM | WAN | NAC | PEÑ | PRO | RAC | RAM | RIV |
| -------------------- | --- | --- | --- | --- | --- | --- | --- | --- | --- | --- | --- | --- | --- | --- | --- | --- |
| Boston River         | —   | 2–0 | —   | 0–0 | 2–2 | —   | —   | 1–1 | 3–1 | —   | 1–3 | 1–3 | —   | —   | —   | —   |
| Cerro                | —   | —   | 1–1 | 2–0 | —   | —   | 0–0 | —   | —   | 1–1 | 1–2 | —   | 2–3 | —   | 3–0 | 3–2 |
| Cerro Largo          | 2–0 | —   | —   | —   | —   | —   | 0–0 | —   | —   | —   | —   | 1–2 | —   | 0–2 | 2–0 | —   |
| Danubio              | —   | —   | 1–1 | —   | —   | 1–1 | —   | —   | —   | 0–2 | —   | —   | 1–1 | 0–1 | 1–1 | —   |
| Defensor Sporting    | —   | 5–0 | 3–1 | 1–0 | —   | —   | —   | —   | 3–0 | 2–2 | 3–3 | 0–2 | —   | —   | —   | 2–1 |
| Deportivo Maldonado  | 1–2 | 3–0 | 0–1 | —   | 1–0 | —   | 0–1 | —   | 1–2 | —   | 0–2 | 1–2 | —   | —   | —   | —   |
| Fénix                | 1–2 | —   | —   | 1–2 | 0–2 | —   | —   | 1–3 | —   | 1–2 | —   | 0–1 | 1–0 | —   | —   | 0–0 |
| Liverpool            | —   | 0–3 | 2–1 | 1–2 | 1–1 | 1–2 | —   | —   | 2–1 | —   | 1–1 | 2–2 | —   | —   | 1–2 | 1–1 |
| Miramar              | —   | 2–2 | 1–2 | 3–5 | —   | —   | 1–1 | —   | —   | 2–0 | 1–2 | —   | 2–3 | —   | —   | 0–0 |
| Montevideo Wanderers | 0–2 | —   | 1–0 | —   | —   | 0–0 | —   | 2–3 | —   | —   | —   | —   | 2–0 | 0–1 | 2–1 | —   |
| Nacional             | —   | —   | 1–0 | 1–0 | —   | —   | 1–4 | —   | —   | 3–0 | —   | —   | 0–0 | 4–2 | 6–2 | 2–1 |
| Peñarol              | —   | 3–0 | —   | 2–0 | —   | —   | —   | —   | 2–0 | 1–0 | 0–0 | —   | 3–1 | —   | —   | 3–0 |
| Progreso             | 1–0 | —   | 0–1 | —   | 1–4 | 3–1 | —   | 2–1 | —   | —   | —   | —   | —   | 4–3 | 4–2 | —   |
| Racing               | 1–2 | 1–1 | —   | —   | 1–2 | 0–1 | 2–0 | 2–2 | 1–1 | —   | —   | 1–2 | —   | —   | —   | —   |
| Rampla Juniors       | 0–1 | —   | —   | —   | 2–1 | 1–1 | 1–0 | —   | 1–1 | —   | —   | 0–3 | —   | 0–1 | —   | —   |
| River Plate          | 1–2 | —   | 2–3 | 1–0 | —   | 3–1 | —   | —   | —   | 3–1 | —   | —   | 2–2 | 3–3 | 0–2 | —   |

## Torneo Intermedio
O Torneo Intermedio será disputado em 2 grupos, o 1º é formado pelos times que terminaram em posições ímpares no Torneo Apertura e o 2º pelas equipes em posições pares.

### Grupo A
| Pos | Equipe               | Pts | J | V | E | D | GP | GC | SG | Classificação              |     | PEÑ | WAN | DFS | FEN | RIV | PRO | RAC | DMA |
| --- | -------------------- | --- | - | - | - | - | -- | -- | -- | -------------------------- | --- | --- | --- | --- | --- | --- | --- | --- | --- |
| 1   | Peñarol              | 14  | 7 | 4 | 2 | 1 | 10 | 5  | +5 | Final do Torneo Intermedio |     | —   |     | 1–0 | 2–0 |     |     | 1–1 | 1–1 |
| 2   | Montevideo Wanderers | 13  | 7 | 4 | 1 | 2 | 11 | 10 | +1 |                            |     | 2–0 | —   |     |     | 1–3 | 4–2 |     | 1–0 |
| 3   | Defensor Sporting    | 11  | 7 | 3 | 2 | 2 | 7  | 5  | +2 |                            |     | 1–1 | —   |     | 0–1 | 1–1 |     |     |     |
| 4   | Fénix                | 10  | 7 | 3 | 1 | 3 | 10 | 9  | +1 |                            |     | 3–1 | 1–2 | —   | 1–0 | 1–1 |     |     |     |
| 5   | River Plate          | 8   | 7 | 2 | 2 | 3 | 8  | 9  | −1 |                            | 1–3 |     |     |     | —   |     | 2–2 | 1–1 |     |
| 6   | Progreso             | 8   | 7 | 2 | 2 | 3 | 8  | 11 | −3 |                            | 0–2 |     |     |     | 1–0 | —   | 3–2 | 0–1 |     |
| 7   | Racing               | 6   | 7 | 1 | 3 | 3 | 8  | 10 | −2 |                            |     | 0–1 | 0–1 | 2–1 |     |     | —   |     |     |
| 8   | Deportivo Maldonado  | 6   | 7 | 1 | 3 | 3 | 5  | 9  | −4 |                            |     |     | 0–2 | 1–3 |     |     | 1–1 | —   |     |

#### Desempenho por rodada
Clubes que lideraram cada grupo ao final de cada rodada:
|         | 1ª  | 2ª  | 3ª  | 4ª  | 5ª  | 6ª  | 7ª  |
| Grupo A | DFS | DFS | DFS | FEN | DFS | PEÑ | PEÑ |

### Grupo B
| Pos | Equipe         | Pts | J | V | E | D | GP | GC | SG  | Classificação              |     | NAC | DAN | CRL | CRR | MIM | RAM | BOR | LIV |
| --- | -------------- | --- | - | - | - | - | -- | -- | --- | -------------------------- | --- | --- | --- | --- | --- | --- | --- | --- | --- |
| 1   | Nacional       | 16  | 7 | 5 | 1 | 1 | 18 | 5  | +13 | Final do Torneo Intermedio |     | —   |     |     |     | 4–0 | 1–1 | 1–0 | 2–1 |
| 2   | Danubio        | 14  | 7 | 4 | 2 | 1 | 11 | 11 | 0   |                            |     | 0–6 | —   |     |     |     | 2–0 |     | 2–0 |
| 3   | Cerro Largo    | 11  | 7 | 3 | 2 | 2 | 6  | 7  | −1  |                            | 0–4 | 2–2 | —   |     |     | 0–1 |     | 1–0 |     |
| 4   | Cerro          | 10  | 7 | 3 | 1 | 3 | 8  | 5  | +3  |                            | 3–0 | 0–0 | 0–1 | —   |     | 4–1 |     |     |     |
| 5   | Miramar        | 10  | 7 | 3 | 1 | 3 | 7  | 10 | −3  |                            |     | 2–3 | 0–0 | 1–0 | —   |     |     |     |     |
| 6   | Rampla Juniors | 8   | 7 | 2 | 2 | 3 | 8  | 12 | −4  |                            |     |     |     |     | 1–2 | —   | 1–1 | 3–2 |     |
| 7   | Boston River   | 7   | 7 | 2 | 1 | 4 | 6  | 8  | −2  |                            |     | 1–2 | 0–2 | 2–0 | 2–1 |     | —   |     |     |
| 8   | Liverpool      | 3   | 7 | 1 | 0 | 6 | 4  | 10 | −6  |                            |     |     |     | 0–1 | 0–1 |     | 1–0 | —   |     |

#### Desempenho por rodada
Clubes que lideraram cada grupo ao final de cada rodada:
|         | 1ª  | 2ª  | 3ª  | 4ª  | 5ª  | 6ª  | 7ª  |
| Grupo B | CRR | MIM | MIM | MIM | NAC | NAC | NAC |

### Final do Intermedio
| 4 de agosto | Nacional  | 1 – 1 | Peñarol       | Estádio Centenario, Montevidéu |
| (UTC−3)     | Petit 79' |       | 34' Fernández |                                |

|                                                                            |       | Penalidades                                                                          |  |
| Polenta Petit Pereyra Recoba Castro Lozano López Coates Báez Mejía Polenta | 8 – 7 | Fernández Rodríguez Sosa Rossi Aguerre Coelho Garcia Olivera Méndez Mayada Fernández |  |

## Torneo Clausura

### Classificação
| Pos | Equipe               | Pts | J  | V  | E | D  | GP | GC | SG  | Classificação                                             |
| --- | -------------------- | --- | -- | -- | - | -- | -- | -- | --- | --------------------------------------------------------- |
| 1   | Peñarol              | 38  | 15 | 12 | 2 | 1  | 32 | 5  | +27 | Campeão e classificado a semifinal do Campeonato Uruguaio |
| 2   | Nacional             | 36  | 15 | 11 | 3 | 1  | 37 | 11 | +26 |                                                           |
| 3   | Racing               | 27  | 15 | 7  | 6 | 2  | 16 | 10 | +6  |                                                           |
| 4   | Boston River         | 26  | 15 | 8  | 2 | 5  | 19 | 15 | +4  |                                                           |
| 5   | Danubio              | 25  | 15 | 6  | 7 | 2  | 14 | 7  | +7  |                                                           |
| 6   | Cerro Largo          | 22  | 15 | 6  | 4 | 5  | 15 | 11 | +4  |                                                           |
| 7   | Defensor Sporting    | 20  | 15 | 5  | 5 | 5  | 17 | 17 | 0   |                                                           |
| 8   | Miramar              | 19  | 15 | 4  | 7 | 4  | 11 | 15 | −4  |                                                           |
| 9   | Liverpool            | 18  | 15 | 4  | 6 | 5  | 15 | 16 | −1  |                                                           |
| 10  | River Plate          | 18  | 15 | 5  | 3 | 7  | 15 | 20 | −5  |                                                           |
| 11  | Montevideo Wanderers | 17  | 15 | 4  | 5 | 6  | 15 | 20 | −5  |                                                           |
| 12  | Rampla Juniors       | 16  | 15 | 4  | 4 | 7  | 12 | 19 | −7  |                                                           |
| 13  | Fénix                | 14  | 15 | 4  | 2 | 9  | 14 | 28 | −14 |                                                           |
| 14  | Cerro                | 12  | 15 | 2  | 6 | 7  | 9  | 20 | −11 |                                                           |
| 15  | Deportivo Maldonado  | 9   | 15 | 2  | 3 | 10 | 12 | 24 | −12 |                                                           |
| 16  | Progreso             | 8   | 15 | 1  | 5 | 9  | 9  | 24 | −15 |                                                           |

### Desempenho por rodada
Clubes que lideraram o campeonato ao final de cada rodada:
|          | 1ª  | 2ª  | 3ª  | 4ª  | 5ª  | 6ª  | 7ª  | 8ª  | 9ª  | 10ª | 11ª | 12ª | 13ª | 14ª | 15ª |
| Clausura | RAM | RAM | DAN | DAN | DAN | NAC | NAC | NAC | PEÑ | PEÑ | PEÑ | NAC | NAC | PEÑ | PEÑ |

Clubes que ficaram na última posição do campeonato ao final de cada rodada:
|          | 1ª  | 2ª  | 3ª  | 4ª  | 5ª  | 6ª  | 7ª  | 8ª  | 9ª  | 10ª | 11ª | 12ª | 13ª | 14ª | 15ª |
| Clausura | FEN | DMA | DMA | DMA | DMA | DMA | DMA | DMA | DMA | DMA | DMA | DMA | DMA | DMA | PRO |

### Resultados
| Mandante \ Visitante | BOR | CRR | CRL | DAN | DFS | DMA | FEN | LIV | MIM | WAN | NAC | PEÑ | PRO | RAC | RAM | RIV |
| -------------------- | --- | --- | --- | --- | --- | --- | --- | --- | --- | --- | --- | --- | --- | --- | --- | --- |
| Boston River         | —   | —   | 3–0 | —   | —   | 1–0 | 2–0 | —   | —   | 3–2 | —   | —   | 1–0 | 1–2 | 1–0 | 3–1 |
| Cerro                | 0–0 | —   | —   | —   | 1–1 | 0–0 | —   | 1–3 | 0–1 | —   | —   | 0–5 | —   | 1–1 | —   | —   |
| Cerro Largo          | —   | 3–1 | —   | 0–0 | 3–0 | 1–0 | —   | 0–0 | 1–2 | 4–0 | 0–1 | —   | 2–1 | —   | —   | 1–0 |
| Danubio              | 2–0 | 0–0 | —   | —   | 1–1 | —   | 1–0 | 1–0 | 1–0 | —   | 0–0 | 0–1 | —   | —   | —   | 3–0 |
| Defensor Sporting    | 1–2 | —   | —   | —   | —   | 3–1 | 1–0 | 2–1 | —   | —   | —   | —   | 3–0 | 1–2 | 1–2 | —   |
| Deportivo Maldonado  | —   | —   | —   | 3–1 | —   | —   | —   | 0–1 | —   | 1–3 | —   | —   | 2–2 | 0–1 | 1–1 | 0–1 |
| Fénix                | —   | 1–3 | 1–0 | —   | —   | 1–2 | —   | —   | 0–0 | —   | 0–6 | —   | —   | 0–2 | 1–0 | —   |
| Liverpool            | 1–1 | —   | —   | —   | —   | —   | 1–2 | —   | —   | 1–1 | —   | —   | 2–1 | 1–1 | —   | —   |
| Miramar              | 1–0 | —   | —   | —   | 0–0 | 1–0 | —   | 2–2 | —   | —   | —   | 1–2 | —   | 2–2 | 0–0 | —   |
| Montevideo Wanderers | —   | 1–0 | —   | 2–2 | 1–1 | —   | 1–2 | —   | 2–0 | —   | 0–2 | 0–2 | —   | —   | —   | 0–1 |
| Nacional             | 3–1 | 2–0 | —   | —   | 1–1 | 5–2 | —   | 1–0 | 5–1 | —   | —   | 2–1 | —   | —   | —   | —   |
| Peñarol              | 2–0 | —   | 0–0 | —   | 2–0 | 2–0 | 3–1 | 2–0 | —   | —   | —   | —   | —   | 0–0 | 4–0 | —   |
| Progreso             | —   | 0–1 | —   | 0–0 | —   | —   | 2–2 | —   | 0–0 | 0–0 | 0–3 | 1–5 | —   | —   | —   | 2–0 |
| Racing               | —   | —   | 0–0 | 0–0 | —   | —   | —   | —   | —   | 0–1 | 0–2 | —   | 1–0 | —   | 2–1 | 2–0 |
| Rampla Juniors       | —   | 1–1 | 2–0 | 0–2 | —   | —   | —   | 0–1 | —   | 1–1 | 2–1 | —   | 2–0 | —   | —   | 0–3 |
| River Plate          | —   | 1–0 | —   | —   | 0–1 | —   | 4–3 | 1–1 | 0–0 | —   | 3–3 | 0–1 | —   | —   | —   | —   |

## Definição do Campeonato
|  | Semifinal                  | Semifinal |  |  | Final                          | Final | Final |  |
|  |                            |           |  |  |                                |       |       |  |
|  |                            |           |  |  |                                |       |       |  |
|  | Peñarol (Campeão Clausura) |           |  |  |                                |       |       |  |
|  | Peñarol (Campeão Apertura) |           |  |  |                                |       |       |  |
|  |                            |           |  |  |                                |       |       |  |
|  |                            |           |  |  | Peñarol (Campeão Tabela Geral) |       |       |  |
|  |                            |           |  |  | A definir                      |       |       |  |
|  |                            |           |  |  |                                |       |       |  |

## Classificação Geral
| Pos | Equipe               | Pts | J  | V  | E  | D  | GP | GC | SG  | Classificação                                                     |
| --- | -------------------- | --- | -- | -- | -- | -- | -- | -- | --- | ----------------------------------------------------------------- |
| 1   | Peñarol (C)          | 93  | 37 | 29 | 6  | 2  | 73 | 17 | +56 | Final do campeonato e fase de grupos da Copa Libertadores de 2025 |
| 2   | Nacional             | 86  | 37 | 26 | 8  | 3  | 86 | 32 | +54 | Final do campeonato e fase de grupos da Copa Libertadores de 2025 |
| 3   | Boston River         | 60  | 37 | 18 | 6  | 13 | 46 | 40 | +6  | Segunda fase da Copa Libertadores de 2025                         |
| 4   | Defensor Sporting    | 59  | 37 | 16 | 11 | 10 | 55 | 39 | +16 | Primeira fase da Copa Libertadores de 2025                        |
| 5   | Cerro Largo          | 54  | 37 | 15 | 9  | 13 | 37 | 34 | +3  | Primeira fase da Copa Sul-Americana de 2025                       |
| 6   | Danubio              | 53  | 37 | 13 | 14 | 10 | 38 | 37 | +1  | Primeira fase da Copa Sul-Americana de 2025                       |
| 7   | Racing               | 52  | 37 | 13 | 13 | 11 | 46 | 42 | +4  | Primeira fase da Copa Sul-Americana de 2025                       |
| 8   | Montevideo Wanderers | 48  | 37 | 13 | 9  | 15 | 41 | 49 | −8  | Primeira fase da Copa Sul-Americana de 2025                       |
| 9   | River Plate          | 40  | 37 | 10 | 10 | 17 | 43 | 54 | −11 |                                                                   |
| 10  | Miramar              | 40  | 37 | 9  | 13 | 15 | 36 | 53 | −17 |                                                                   |
| 11  | Progreso             | 40  | 37 | 10 | 10 | 17 | 42 | 60 | −18 |                                                                   |
| 12  | Liverpool            | 39  | 37 | 9  | 12 | 16 | 41 | 50 | −9  |                                                                   |
| 13  | Cerro                | 39  | 37 | 9  | 12 | 16 | 36 | 50 | −14 |                                                                   |
| 14  | Rampla Juniors       | 39  | 37 | 10 | 9  | 18 | 35 | 58 | −23 |                                                                   |
| 15  | Fénix                | 37  | 37 | 10 | 7  | 20 | 35 | 54 | −19 |                                                                   |
| 16  | Deportivo Maldonado  | 30  | 37 | 7  | 9  | 21 | 31 | 52 | −21 |                                                                   |

## Premiação
| Campeonato Uruguaio de 2024  |
| ---------------------------- |
| Peñarol Campeão (52° título) |